# Tappväxel

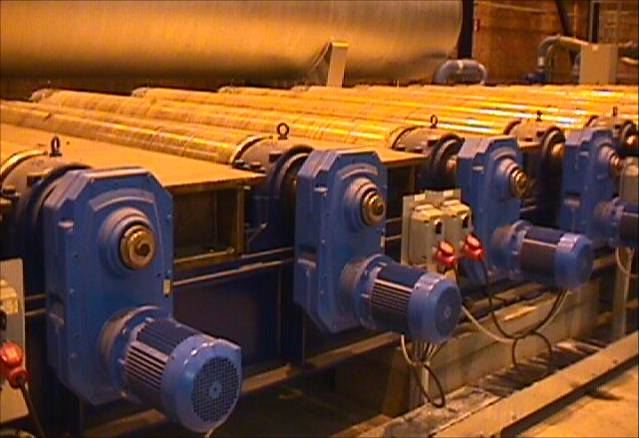
Tappväxlar som driver rullbana.

En tappväxel är en växel som monteras på den drivna axeltappen. Anordningen anses vara den mest ekonomiskt effektiva när det gäller drivning av axlar och är mycket vanlig i industrin. Montaget av en (tung) maskinkomponent på en (grov) axel kan vara problematiskt och man bör vidta åtgärder för att förhindra passrost. Särskilda montagesystem finns för att förenkla hanteringen vid service och underhåll.